# 2016 у музиці
Ця стаття присвячена музичним подіям 2016 року.

## Річниці
- 265 років Дмитру Бортнянському,
- 240 років Степану Дегтяревському,
- 215 років Тимку Падурі,
- 200 років Антону Коціпінському, Денису Бонковському,
- 190 років Петру Любовичу,
- 180 років Сидору Воробкевичу, Порфирію Бажанському,
- 175 років Анатолю Вахнянину, Аполону Гуссаковському,
- 170 років Віктору Чечотту,
- 165 років Михайлу Калачевському,
- 160 років Данилу Крижанівському,
- 155 років Сигізмунду Зарембі, Івану Рачинському, Йосипу Карбульці,
- 150 років Григорію Давидовському, Григорію Алчевському,  Ользі-Олександрі Бажанській-Озаркевич,
- 145 років Філарету Колессі, Ярославу Лопатинському,
- 140 років Федору Якименку,
- 135 років Миколі Рославцю,
- 130 років Михайлу Тележинському,
- 125 років Всеволоду Задерацькому, Миколі Недзвецькому,
- 120 років Віктору Косенку, Михайлу Вериківському, Іллі Віленському, Михайлу Алексєєву, Ярославу Барничу,
- 115 років Роману Сімовичу, Валентину Борисову, Євгену Юцевичу, Юрію Яцевичу,
- 110 років Григорію Фінаровському, Андрію Гнатишину, Людмилі Ярошевській,
- 105 років Давиду Гершфельду,
- 100 років Миколі Сильванському, Василю Уманцю, Ігору Білогруду,
- 95 років Костянтину Мяскову, Костянтину Скороходу, Олександру Левицькому, Ігору Ассєєву,
- 90 років Віталію Кирейку, Юрію Знатокову, Василю Загорському, Ігору Соневицькому, Валентину Сапєлкіну,
- 85 років Олександру Білашу,
- 80 років Віталію Годзяцькому, Володимиру Золотухіну, Євгену Дергунову, Олександру Красотову, Миколі Полозу, Віктору Шевченку, Валентину Іванову,
- 75 років Олександру Стецюку, Ігору Покладу, Ігору Мацієвському, Володимиру Сліпаку, Богдану Янівському, Іллі Богданюку,
- 70 років Володимиру Бистрякову, Геннадію Саську, В'ячеславу Лиховиду, Олександру Яворику, Петру Ладиженському, Олександру Некрасову,
- 65 років Віктору Степурку, Остапу Гавришу, Григорію Вереті, Богдану Котюку,
- 60 років Дмитру Гершензону, Юрію Кіцилі, Юрію Щелковському,
- 55 років Світлані Островій,
- 50 років Аллі Загайкевич,
- 45 років Івану Небесному, Григорію Немировському, Олексію Кабанову, Олені Леоновій,
- 40 років Євгену Петриченку, Богдану Сегіну, Роману Коляді, Світлані Азаровій.

## Пам'ятні дати

### Січень
- 10 січня — 110 років від дня народжения диригента Натана Рахліна (1906—1979).
- 13 січня — 150 років від дня народжения композитора Василя Каліннікова (1866—1901).
- 21 січня — 85 років від дня смерті пианиста Фелікса Блуменфельда (1863—1931).
- 23 січня — 40 років від дня смерті співака Поля Робсона (1898—1976).
- 27 січня — 260 років від дня народжения композитора Вольфганга Амадея Моцарта (1756—1791).
- 31 січня — 110 років від дня народжения музикознавця Лева Баренбойма (1906—1985).
- 31 січня — 75 років від дня народжения диригента Леоніда Джурмія (1941—2001).

### Лютий
- 14 лютого — 80 років від дня народження співачки Анни Герман (1936—1982).
- 23 лютого — 20 років від дня смерті співачки Любові Попової (1925—1996).
- 18 лютого — 95 років від дня народження композитора Оскара Фельцмана (1921—2013).
- 20 лютого — 70 років від дня народження композитора Володимира Мартинова (1946).
- 21 лютого — 225 років від дня народження композитора Карла Черні (1791—1857).

### Березень
- 15 березня — 40 років від дня смерті композитора Германа Жуковського (1913—1976).
- 24 березня — 110 років від дня народження співачки Клавдії Шульженко (1906—1984).
- 25 березня — 100 років від дня народження композитора Миколи Пейка (1916—1995).
- 26 березня — 5 років від дня смерті рок-музиканта Олександра Барикіна (1952—2011).
- 28 березня — 135 років від дня смерті композитора Модеста Мусоргського (1839—1881).

### Квітень
- 1 квітня — 150 років від дня народжения композитора Ферруччо Бузоні (1866—1924).
- 23 квітня — 125 років від дня народжения композитора Сергія Прокоф'єва (1891—1953).

### Травень
- 17 травня — 150 років від дня народження композитора Еріка Саті (1866—1925).
- 21 травня — 90 років від дня смерти композитора Георгія Катуара (1861—1926).
- 29 травня — 80 років від дня народження композитора В'ячеслава Овчинникова (1936).
- 31 травня — 150 років від дня народження композитора Володимира Ребікова (1866—1920).

### Липень
- 17 липня — 110 років від дня народжения композитора Йоганна Адмоні (1906—1979).
- 20 липня — 115 років від дня народжения композитора Валентина Борисова (1901—1988).
- 23 липня — 150 років від дня народжения композитора Йосипа Карбульки (1866—1920).
- 25 липня — 20 років від дня смерті композитора Мікаела Таривердієва (1931—1996).
- 29 липня — 160 років від дня смерті композитора Роберта Шумана (1810—1856).

### Серпень
- 1 серпня — 110 років від дня народжения піаніста Натана Перельмана (1906—2002).
- 1 серпня — 85 років від дня народжения композитора Ростислава Бойка (1931—2002).
- 2 серпня — 95 років від дня смерті співака Енріко Карузо (1873—1921).
- 6 серпня — 85 років від дня народжения композитора Володимира Цитовича (1931—2012).
- 13 серпня — 90 років від дня народжения співачки Валентини Левко (1926).
- 15 серпня — 85 років від дня народжения композитора Мікаела Таривердієва (1931—1996).
- 16 серпня — 255 років від дня народжения композитора Євстигнея Фоміна (1761—1800).
- 28 серпня — 105 років від дня народжения композитора Давида Гершфельда (1911—2005).
- 28 серпня — 70 років від дня народжения співачки Ірини Журіної (1946).
- 29 серпня — 55 років від дня смерті піаніста Володимира Софроницького (1901—1961).

### Вересень
- 3 вересня — 20 років від дня смерті композитора Веніаміна Баснера
- 8 вересня — 175 років від дня народжения композитора Антоніна Дворжака (1841—1904).
- 10 вересня — 150 років від дня народжения композитора Тура Ауліна (1866—1914).
- 15 вересня — 140 років від дня народжения диригента Бруно Вальтера (1876—1962).
- 18 вересня — 70 років від дня народжения піаністки Тетяни Вєркіної (1946).
- 19 вересня — 175 років від дня народжения композитора Анатоля Вахнянина (1841—1908).
- 25 вересня — 110 років від дня народжения композитора Дмитра Шостаковича (1906—1975).

### Жовтень
- 22 жовтня — 205 років від дня народжения композитора Ференца Ліста (1811—1886).
- 25 жовтня — 90 років від дня народжения співачки Галини Вишневської (1926—2012).

### Листопад
- 1 листопада — 145 років від дня народження композитора Олександра Спендіарова (1871—1928).
- 4 листопада — 80 років від дня народження автора-виконавця пісень Григорія Дікштейна (1936).
- 4 листопада — 60 років від дня народження рок-музиканта Ігоря Талькова (1956—1991).
- 6 листопада — 105 років від дня народження співака Павла Лисиціана (1911—2004).
- 12 листопада — 110 років від дня народження композитора Євгена Жарковського (1906—1985).
- 13 листопада — 65 років від дня смерті композитора Миколи Метнера (1880—1951).
- 13 листопада — 70 років від дня народження композитора Віктора Плешака (1946).
- 16 листопада — 155 років від дня народження диригента В'ячеслава Сука (1861—1933).
- 18 листопада — 230 років від дня народження композитора Карла Марії фон Вебера (1786—1826).
- 23 листопада — 100 років від дня смерті композитора Едуарда Направника (1839—1916).
- 23 листопада — 120 років від дня народження композитора Віктора Косенка (1886—1938).
- 25 листопада — 160 років від дня народження композитора Сергія Танєєва (1856—1915).
- 26 листопада — 55 років від дня смерті композитора Олександра Гольденвейзера (1875—1956).
- 27 листопада — 215 років від дня народження композитора Олександра Варламова (1801—1848).
- 28 листопада — 160 років від дня народження композитора Олександра Кастальського (1856—1926).

### Грудень
- 5 грудня — 225 років від дня смерті композитора Вольфганга Амадея Моцарта (1756—1791).
- 23 грудня — 80 років від дня народжения Юлія Кіма (1936).

## Події
- 6, 8 липня- — UPark Festival — НСК Олімпійський, Київ
- 8–10 липня — фестиваль Atlas Weekend — ВДНГ, Київ.
- 30 вересня — відкриття XXIII Міжнародного музичного фестивалю «Харківські асамблеі-2016».

## Музичні альбоми
| Дата         | Виконавець                       | Назва альбому |
| ------------ | -------------------------------- | ------------- |
| 22 січня     | Megadeth                         | Dystopia      |
| 11 березня   | Killswitch Engage                | Incarnate     |
| 25 березня   | Asking Alexandria                | The Black     |
| 25 березня   | Caliban                          | Gravity       |
| 11 листопада | Адріано Челентано і Міни Мадзині | Le migliori   |

## Засновані колективи
- Грибы
- Гурт О
- Пирятин (гурт)
- Пошлая Молли
- Astro
- Blackpink
- SF9

## Колективи, які розпалися
- 2NE1
- Kazaky
- ReVamp
- The Crickets

## Концерти в Україні
- 19 січня — до 15-річчя Вікіпедії, Київ
- 19 лютого — God Is An Astronaut — клуб «Sentrum», Київ
- 2 березня — IAMX — клуб «Sentrum», Київ
- 15 березня — Hollywood Undead — клуб «Bingo», Київ
- 17 березня — Thousand Foot Krutch — клуб «Sentrum», Київ
- 8 квітня — Moonspell — клуб «Sentrum», Київ
- 17 квітня — Uriah Heep — клуб «Sentrum», Київ
- 21 квітня — Hacktivist — клуб «BelEtage», Київ
- 22 квітня — Amatory — клуб «Sentrum», Київ
- 28 квітня — Dead by April — клуб «Sentrum», Київ
- 7 травня — Korpiklaani — клуб «Sentrum», Київ
- 22 жовтня — Poets of the Fall — клуб «Sentrum», Київ
- 14 листопада — IAMX — клуб «Sentrum», Київ

## Померли
- 10 січня — Девід Бові, 69 років, британський рок-музикант, співак, продюсер, художник та актор. Ім'я Девіда Бові занесено до Зали слави рок-н-ролу.
- 8 березня — Джордж Генрі Мартін, 90 років, британський музичний продюсер, аранжувальник і композитор, славу якому принесла його співпраця з гуртом The Beatles.
- 10 березня — Кіт Емерсон, 71 рік, британський клавішник і композитор. Найбільш відомий як учасник групи «Emerson, Lake & Palmer».
- 21 квітня — Прінс, 57 років, американський рок-музикант, лауреат премій «Греммі», «Оскар» та «Золотий глобус». Ім'я Прінса занесено до Зали слави рок-н-ролу.
- 29 квітня — Гнатюк Дмитро Михайлович, 91 рік, український оперний співак, режисер, педагог. Народний артист України та СРСР, Герой Соціалістичної Праці, Герой України.
- 29 червня — Сліпак Василь Ярославович, 41 рік, український оперний співак, соліст Паризької національної опери, учасник бойових дій на Сході України (загинув у бою).
- 20 серпня — Лу Перлман, американський музичний менеджер, створив гурт «Backstreet Boys».
- 22 серпня — Тутс Тілеманс (нар. 1922) — бельгійський та американський виконавець на губній гармоніці, гітарист і майстер художнього свисту.
- 7 листопада — Леонард Коен, 82 роки, канадський поет, співак, автор пісень.
- 25 листопада — Рассел Оберлін, 88, американський співак, один з перших контртенорів.
- 4 грудня — Гомельська Юлія Олександрівна, 52 роки, українська композиторка (загинула в автокатастрофі)
- 7 грудня — Грег Лейк, 69 років, британський рок-музикант, один з засновників гуртів «King Crimson» та «Emerson, Lake & Palmer».